# Macropophora accentifer
Macropophora accentifer là một loài bọ cánh cứng trong họ Cerambycidae.